# コーカサスセッケイ

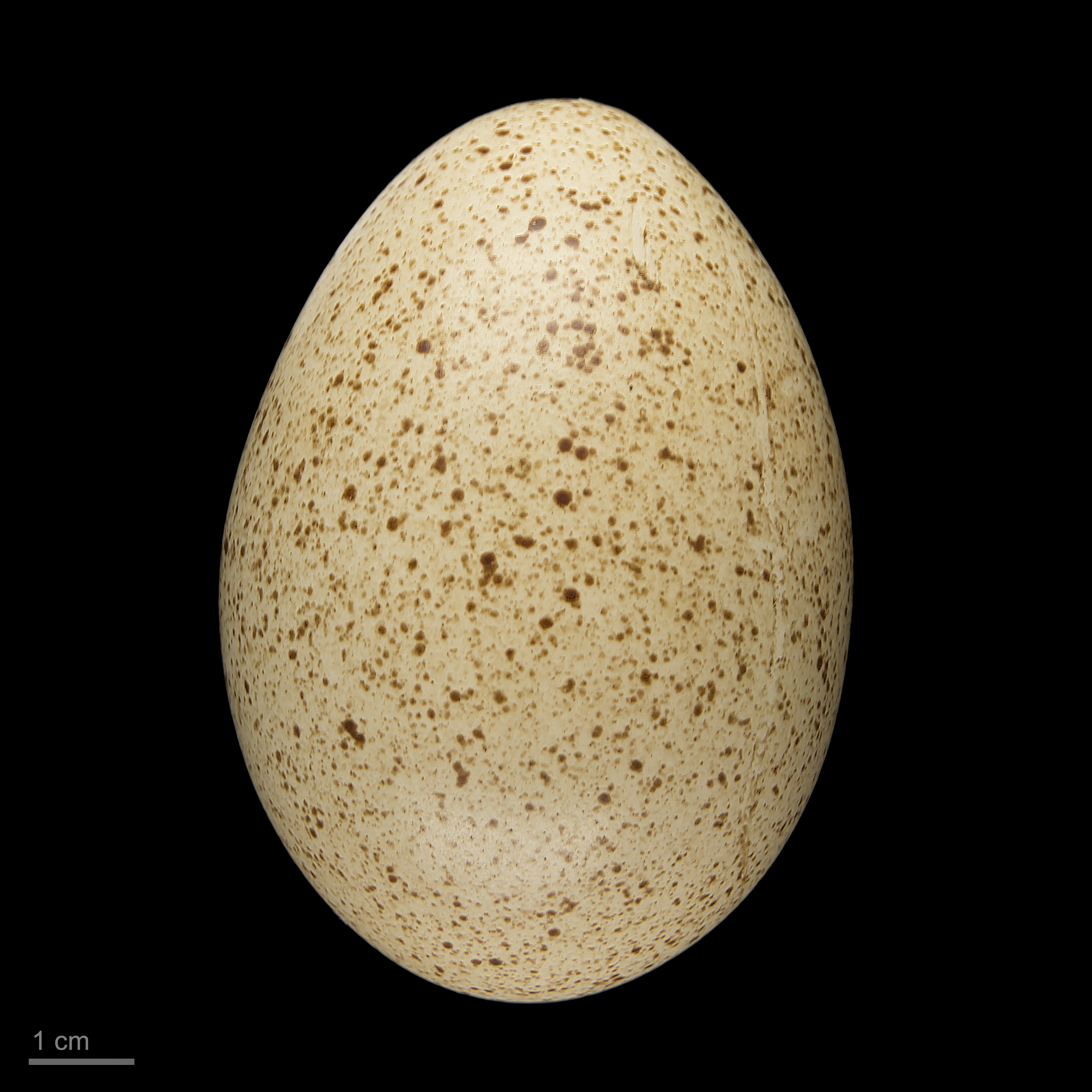
Tetraogallus caucasicus

コーカサスセッケイ （コーカサス雪鶏、学名：Tetraogallus caucasicus）は、キジ目キジ科に分類される鳥類の一種である。

## 分布
コーカサス山脈（ロシア、グルジア、アゼルバイジャン）に分布する。

## 形態
体長約54cm。体の上面は暗い灰色で、褐色や黄褐色の斑が入る。胸から腹にかけての体の下面は、褐色地に黒や灰色の斑が入る。顔の耳羽から喉にかけて大きな白斑があるため、顔が白っぽく見える。嘴は薄い黄色で、脚は黄色で距が1対ある。

## 生態
海抜1800-4000mの岩のある荒れた草原に生息する。
草の葉や茎、根、種子や果実を食べる。
繁殖期は4-5月で、地上の浅い窪地に枯れ草などを敷いて営巣する。1腹5-10個の卵を産む。抱卵期間は約28日である。雌のみが抱卵する。